# Baybay
Baybay es un barrio de la ciudad de Surigao  situado en una isla adyacente al noroeste de la de Mindanao. Forma parte de  la provincia de Surigao del Norte  en la Región Administrativa de Caraga, también denominada Región XIII. Para las elecciones está encuadrado en el Segundo Distrito Electoral.

## Geografía
Baybay  se encuentra 10,5 kilómetros al norte de la ciudad  ocupando el extremo suroriental de la isla de Hikdop. Esta isla  está situada  al sur de la bahía de Aguasán, al este del estrecho de Surigao y al norte del canal de Hinatuán.
Su término, que cuenta con una extensión superficial de 1.435 hectáreas, linda al norte con el barrio de  Alegría; al sur y al oeste con el barrio de  Buenavista; y al este con la bahía de Aguasán, isla de Sibale.

### Población
El año 2000 contaba este barrio con 291 habitantes que ocupaban 47 hogares. En 2007 son 268 personas, 324 en 2010.

## Historia
A finales del siglo XIX formaba parte del Tercer Distrito o provincia de Surigao: Con sede en la ciudad de Surigao comprendía el NE. y Este de la isla de Mindanao y, además, las de Bucas, Dinágat, Ginatúan, Gipdó, Siargao, Sibunga y varios islotes entre los que se encontraba Hikdop.